# Museo nazionale Collezione Salce
Il Museo nazionale Collezione Salce conserva la più ampia raccolta di grafica pubblicitaria esistente in Italia, donata allo Stato italiano dal trevigiano Ferdinando Salce (1877-1962), detto Nando, con testamento del 26 aprile 1962. Il museo si articola in due sedi, entrambe nel centro storico di Treviso, a poca distanza fra loro: la sede nel complesso di San Gaetano e la sede nell'ex chiesa di Santa Margherita, che ospita spazi conservativi ed espositivi e un'installazione multimediale immersiva.
La collezione fu ereditata dal Ministero della pubblica istruzione, ma non beneficiò immediatamente di uno spazio espositivo proprio e la sua conoscenza rimase affidata a mostre temporanee grazie, soprattutto, all'interessamento del Comune di Treviso che ne curò la valorizzazione per diversi anni. Nel 2014 il Ministero per i beni e le attività culturali istituì il Museo nazionale Collezione Salce e affidò la gestione all'allora Polo Museale del Veneto, dal dicembre 2019 Direzione Regionale Musei Veneto.

## La Collezione Salce

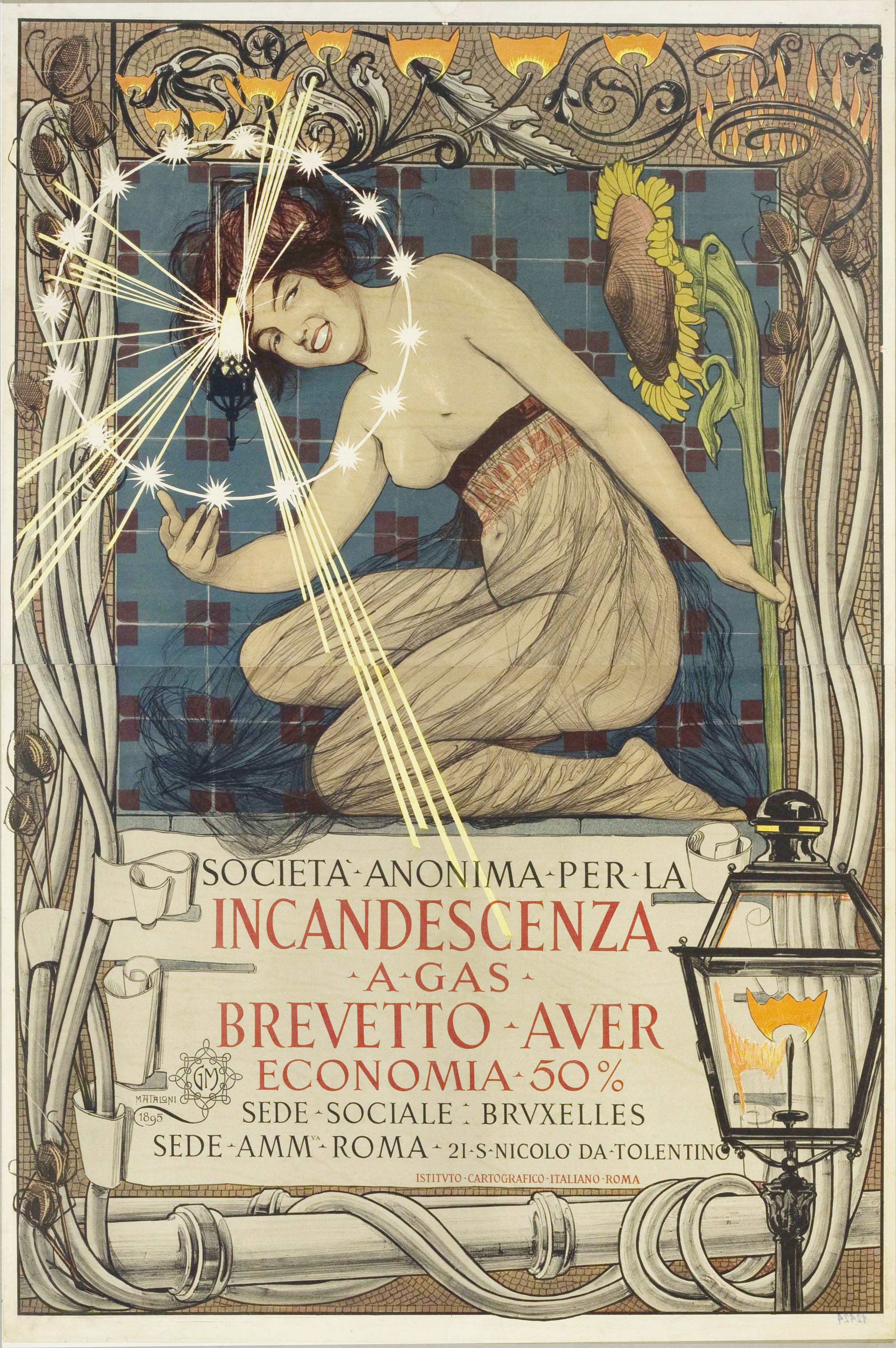
Manifesto Auer realizzato da Giovanni Maria Mataloni.
È il primo manifesto acquistato da Ferdinando Salce.

Il ragionier Salce maturò fin da giovanissimo una incontenibile passione per i manifesti illustrati e, grazie all'agiata condizione economica della famiglia, si dedicò al collezionismo in modo quasi esclusivo. Era il 1895 quando il diciassettenne Ferdinando Salce acquistò, per una lira, il primo manifesto della sua numerosa collezione: Incandescenza a gas Auer, realizzato da Giovanni Maria Mataloni. Tale manifesto fu definito dal critico Vittorio Pica, in una lettera a Matilde Serao, “il primo cartellone italiano che, per concezione, per fattura e per tiraggio, sia degno di stare a confronto coi cartelloni bellissimi" esposti a Parigi, Londra e New York. 

Da allora e sino al 1962, il ragioniere continuò a collezionare affiches perdendo egli stesso il conto. Nel corso della sua vita raccoglierà circa 25.000 pezzi, conservati fino alla morte nella soffitta della sua casa in Borgo Mazzini, nel centro storico di Treviso.
Con testamento del 26 aprile 1962, Nando Salce scriveva: "Lego allo Stato italiano, rappresentato dal Ministero della Pubblica Istruzione la mia collezione di manifesti pubblicitari raccolti durante un settantennio esistenti tutti e soltanto nei solai della mia casa in Borgo Mazzini 48, in Treviso, della quale molti giornali, riviste e mostre hanno rilevato l'importanza per la storia degli stili e degli artisti e per le evoluzioni degli usi e costumi della collettività e ciò perché serva in scuole e accademie preferibilmente locali o del Veneto, a studio e conoscenza di studenti, praticanti e amatori di arti grafiche".
La collezione oggi conta circa 50.000 tra manifesti e locandine, in quanto a quelle raccolte e donate allo Stato da Nando Salce se ne sono aggiunte altre provenienti da successive acquisizioni.
I manifesti rappresentano la maggior parte degli artisti che hanno configurato la storia della grafica pubblicitaria in ambito nazionale ed internazionale. Con quantità rilevanti di cartelloni sono presenti, in ordine di consistenza, Marcello Dudovich, Achille Luciano Mauzan, Gino Boccasile, Leonetto Cappiello, Plinio Codognato, Leopoldo Metlicovitz, Franz Lenhart; ben rappresentati sono anche Duilio Cambellotti, Laskowski François detto Franz Laskoff, Giovanni Maria Mataloni, Raymond Savignac, Aleardo Terzi, Adolf Hohenstein, Federico Seneca, Severo Pozzati detto Sepo, Aleardo Villa, Marcello Nizzoli e Aldo Mazza; non mancano prove di artisti quali Umberto Boccioni, Giorgio De Chirico, Fortunato Depero, Felice Casorati, Mario Sironi, Lucio Fontana, Alberto Martini e Arturo Martini. E ancora manifesti di Jules Chéret, Henri Matisse e Alfons Mucha. Alcuni manifesti sono presenti in più copie, anche di diversa dimensione, o varianti; moltissime anche le locandine cartonate di piccole dimensioni. Oltre al suo valore artistico, la collezione è altrettanto importante per il suo ruolo di testimone dei metodi di stampa utilizzati nei secoli passati: cromolitografia, zincografia, offset e i procedimenti di stampa fotomeccanica.
I manifesti inventariati non costituiscono, peraltro, l’intero novero dei materiali della collezione. Importante è anche l’epistolario da cui si evince la rete di rapporti mediante la quale Nando Salce si garantì la fornitura di pezzi, ora acquisiti direttamente dagli stampatori o dagli artisti ora invece recuperati tra quelli esposti negli spazi urbani. Significativa, infine, la presenza di tabelle pubblicitarie in latta e cartoni sagomati, che costituiscono, insieme ai manifesti più recenti e meno noti, un importante stimolo alle attività di valorizzazione della collezione.
Con una connotazione simile alla Collezione Salce, nel resto d'Europa si possono elencare: il Musée des Arts Décoratifs (a Parigi), il Musée de l’Affiche - MATOU (a Tolosa), il Museum für Deutsche Geschichte - MfDG (a Berlino), il Neon Muzeum (a Varsavia), il Dansk Plakatmuseum (ad Aarhus) e il Museum für Gestaltung Zürich (a Zurigo).

## Sedi espositive, magazzini, laboratori di restauro

### La sede di San Gaetano

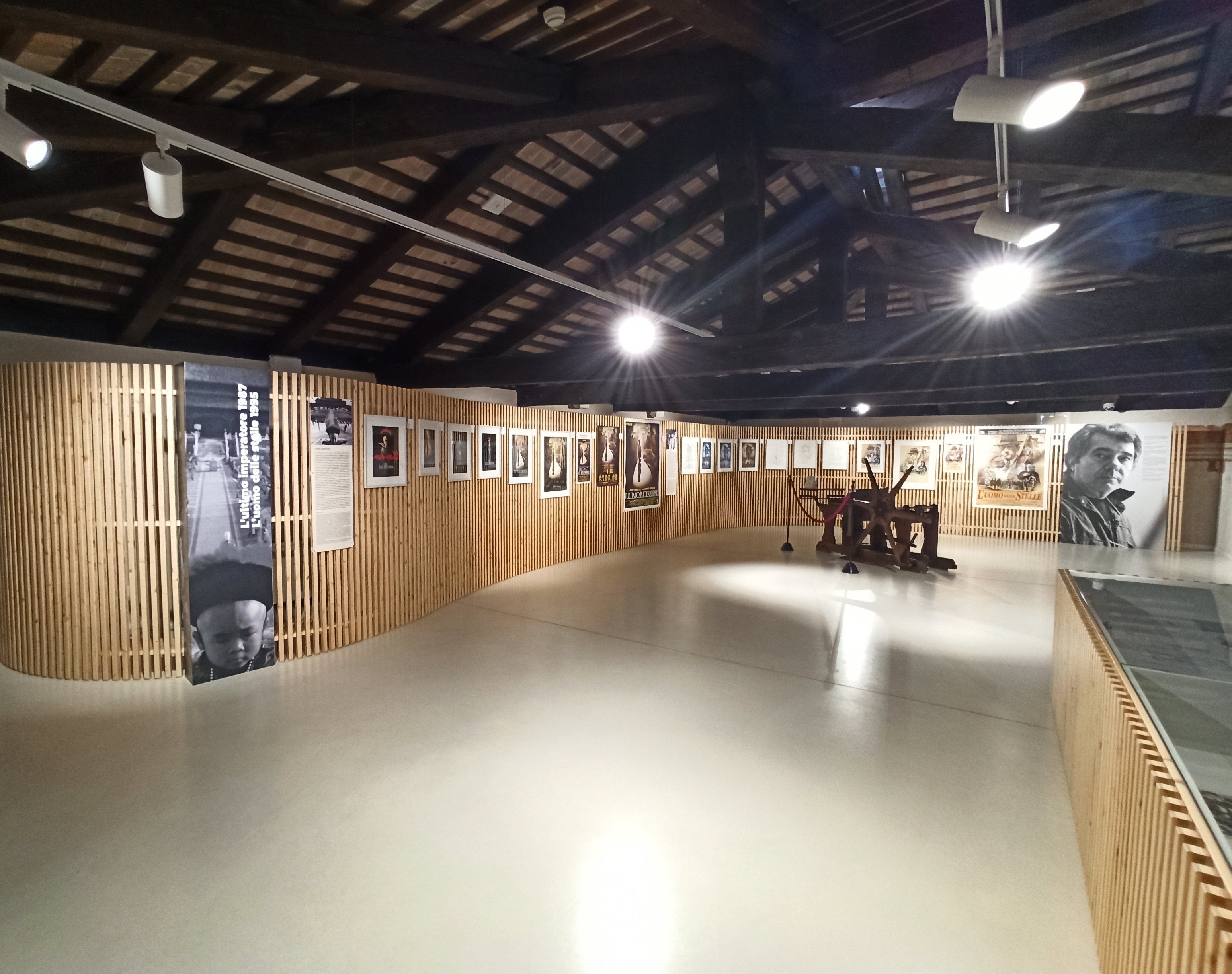
Sala Dudovich, San Gaetano

La sede di San Gaetano è la prima sede della collezione ad essere aperta al pubblico, inaugurata il 26 maggio 2017. Il museo si affaccia sul sagrato dell'omonima chiesa di San Gaetano (o San Giovanni al Tempio) e si articola su quattro piani, che ospitano spazi di servizio e sale espositive appositamente ideate per i materiali grafici, per una superficie espositiva di 216 m². L'offerta museale non ha configurazione permanente: per scelta scientifica e per ragioni conservative, i materiali della collezione Salce sono esposti a rotazione nell'ambito di mostre temporanee di carattere monografico o tematico.
In occasione dell'ingresso al Museo, è anche possibile visitare la chiesa di San Gaetano ricca di storia e di opere d’arte. All'interno è possibile ammirare una ricca quadreria, con dipinti di Ludovico Pozzoserrato e di Giovanni Battista Canal e l'organo settecentesco di Gaetano Callido, uno degli strumenti più preziosi presenti in città.

### La sede di Santa Margherita

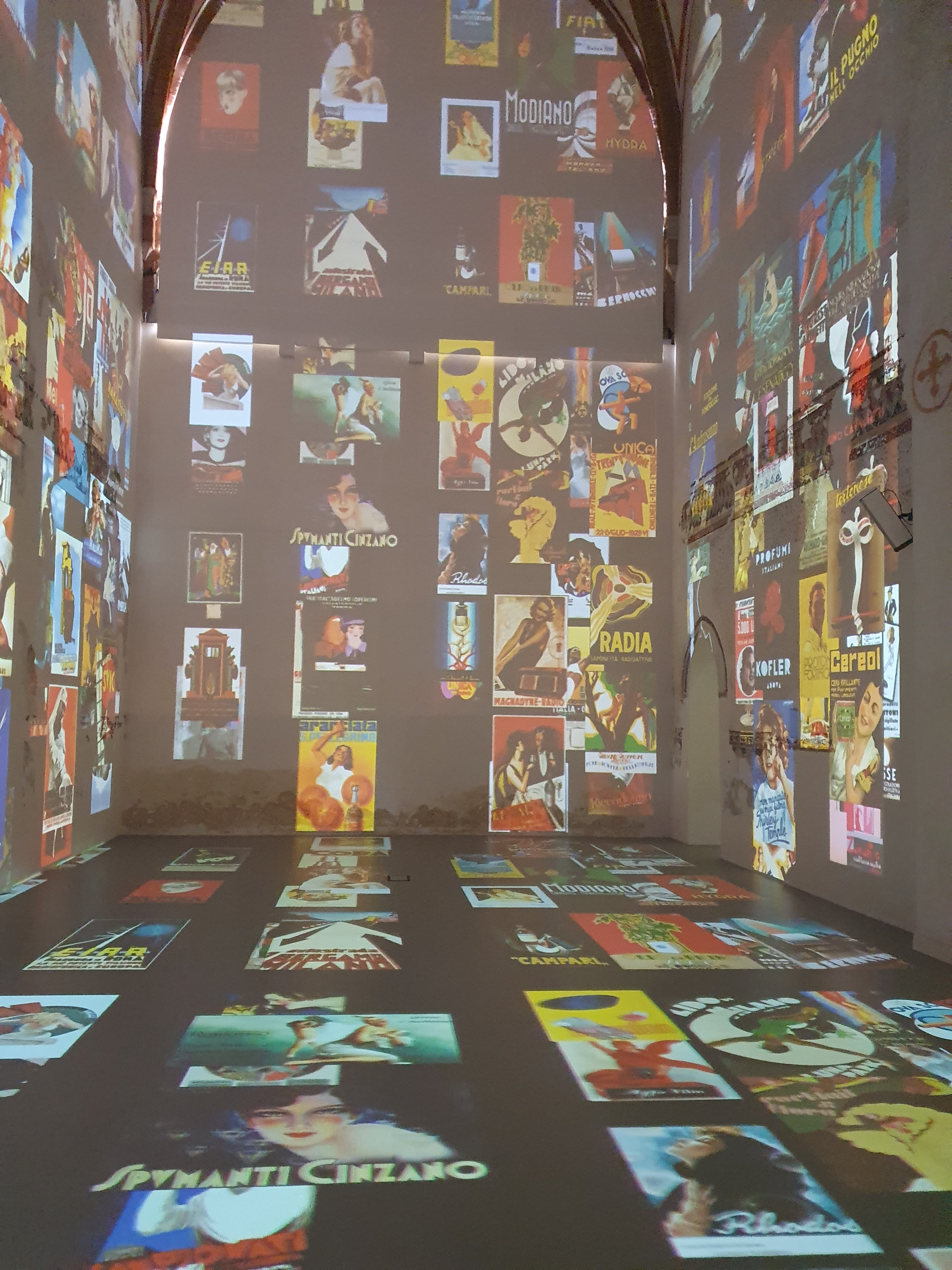
Proiezione manifesti, Santa Margherita

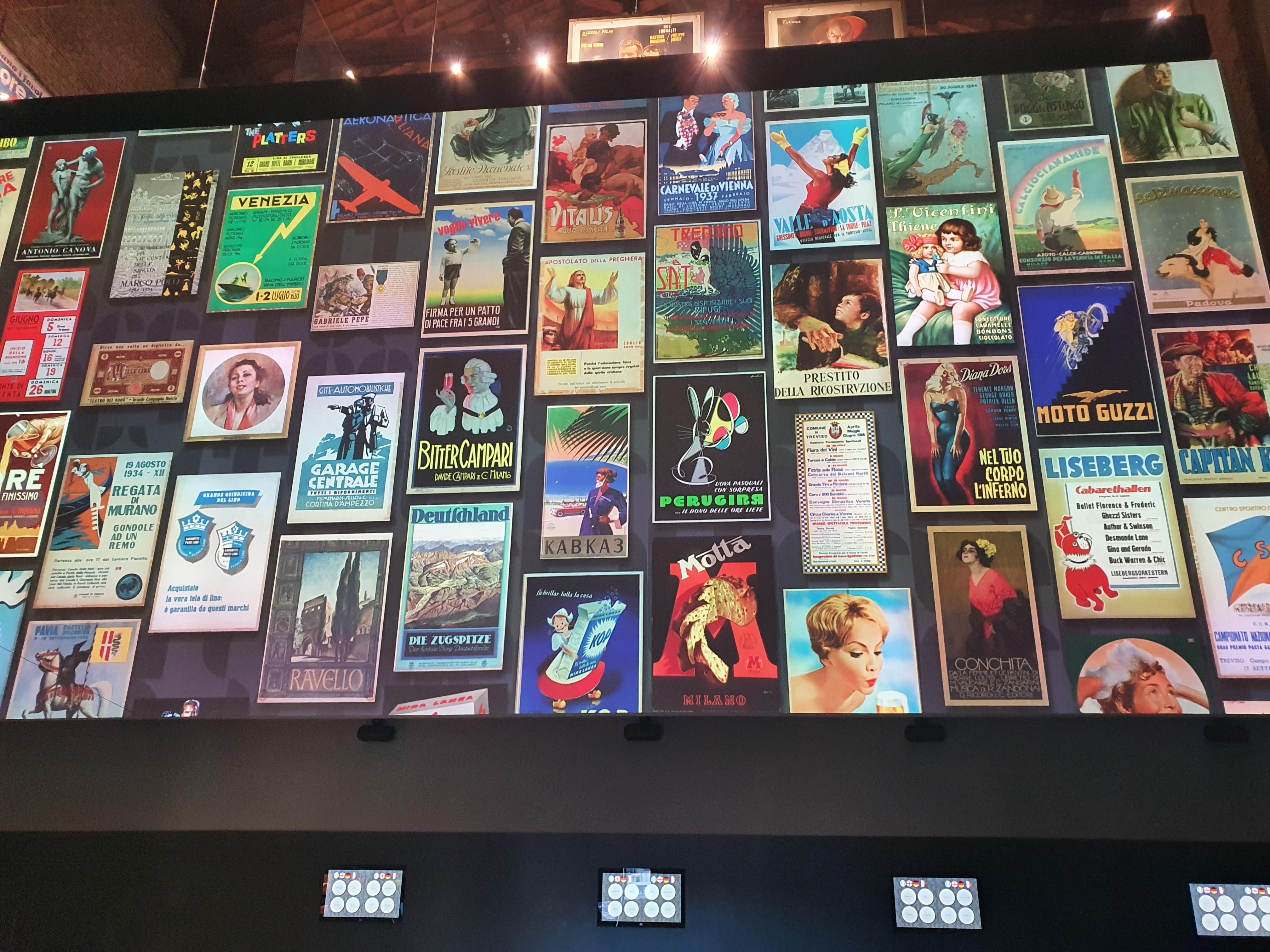
Parete espositiva dei manifesti, Santa Margherita

Inaugurata il 12 giugno 2021 in seguito al recupero e al restauro realizzati grazie ai finanziamenti del Ministero della cultura e al contributo della Regione Veneto. Le sue maestose dimensioni hanno reso possibile la compresenza, al suo interno, di spazi espositivi (una superficie di 700 m²), del laboratorio di restauro e del caveau realizzato appositamente per conservare l'intera collezione.
L'intero edificio è ad aula unica (lunga 48,96 metri e larga internamente 14,25) chiusa da tre cappelle absidali a terminazione rettilinea. La chiesa, duecentesca, era in origine ricca di affreschi; tra questi, il ciclo trecentesco delle Storie di Sant'Orsola di Tomaso da Modena, riscoperto nel 1882-83 dall'abate Luigi Bailo in una cappella laterale, quando la chiesa era già da tempo sconsacrata e in fase di decadimento. Oggi è possibile vedere una ricostruzione virtuale di tali affreschi, mentre gli originali sono conservati nella chiesa di Santa Caterina.
All'esterno è stato parzialmente ricostruito l'antico chiostro in parte distrutto dal bombardamento del 7 aprile 1944.

## Direttori
- 2017-2019: Marta Mazza
- 2019-2021: Daniele Ferrara
- 2022-: Elisabetta Pasqualin

## Esposizioni temporanee
- 27 maggio - 24 settembre 2017 Illustri persuasioni. La Belle Époque
- 14 ottobre 2017 - 14 gennaio 2018 Illustri persuasioni. Tra due guerre
- 17 marzo - 2 settembre 2018 Federico Seneca (1891-1976). Segno e forma nella pubblicità
- 28 settembre 2018- 17 marzo 2019 Illustri persuasioni. Verso il boom
- 16 maggio - 13 ottobre 2019 Leopoldo Metlicovitz. L'arte del desiderio
- 7 dicembre 2019 - 19 aprile 2020 Colore come illusione. Grafica, pubblicità, manifesto
- 13 giugno 2021 - 1 maggio 2022 Renato Casaro. L'ultimo cartellonista del cinema. Treviso, Roma, Hollywood
- 26 maggio 2022 - 2 ottobre 2022 Ruota a Ruota. Storie di bici, manifesti e campioni